# Francisco Herboso España
Francisco Javier Herboso y España (Quillota, 24 de marzo de  1861-Tokio, 17 de noviembre de 1915) fue un abogado y político liberal chileno.

## Biografía
Hijo de Guillermo de Herboso y Recabarren, inmigrante peruano, abogado, regidor y alcalde de Quillota, y de Manuela de España y Ochoteco, inmigrante española y fundadora en Quillota del monasterio del Buen Pastor. Se casó con María Correa Sanfuentes, hija del senador Carlos Correa y Toro.
Educado en el Colegio de los Sagrados Corazones de Valparaíso, en el Saint John's School de Nueva York, y en el Instituto Messin de París. Se graduó de la Facultad de Derecho de la Universidad de Chile, y juró como abogado el 3 de abril de 1884.

### Trayectoria pública y política
Empezó a militar en el Partido Liberal en 1888, hasta que en 1891 pasó a las filas del Partido Liberal Democrático.
Entre 1885 y 1888 ejerció como diputado suplente por Cachapoal. Luego fue diputado suplente por Rancagua entre 1888 y 1891. Más tarde fue diputado por Rancagua en el Congreso Constituyente de 1891, ocupando el cargo de Secretario.
Entre 1886 y 1888 viajó por Europa, Asia y África. En este contexto, el 15 de enero de 1887 fue comisionado por el gobierno de José Manuel Balmaceda para que investigara en Europa sobre la organización de las cárceles y el sistema penitenciario, debiendo presentar a su regreso, al Ministerio de Justicia, una memoria sobre el particular. La misión fue ad honorem y, al regreso en 1890, fue nombrado miembro del Consejo Superior de Prisiones.
Seguidor de la política de José Manuel Balmaceda, tras la guerra civil de 1891 fue perseguido y obligado a marchar al exilio en Buenos Aires, de donde regresó en 1893.[cita requerida]
Fue elegido diputado por Rancagua, Cachapoal y Maipo para el período 1894-1897, siendo reelecto para el periodo 1897-1900. Fue segundo vicepresidente de la Cámara de Diputados entre el 31 de agosto y el 29 de diciembre de 1897, fecha en que asumió la primera vicepresidencia hasta el 2 de julio de 1898. Volvió a ocupar la primera vicepresidencia entre el 2 de julio y el 6 de julio de 1899. Fue designado Ministro de Justicia e Instrucción Pública en tres ocasiones durante el gobierno de Federico Errázuriz Echaurren. En 1900 resultó reelecto como diputado, pero más tarde aceptó una misión diplomática.
Ingresó al servicio exterior sirviendo en diversas legaciones. El 8 de febrero de 1901 se le nombró Ministro plenipotenciario en Venezuela y en Colombia; en febrero de 1906 en Ecuador; el 30 de julio se le designó como representante de Chile en El Salvador, Nicaragua, Guatemala; Embajador de Chile en Brasil entre 1907 y 1908; mismo año en que fue miembro de la Legación de Chile en Estados Unidos.
Posteriormente fue designado como Embajador en Ecuador en 1909; Ministro Plenipotenciario en Centroamérica entre 1909 y 1910; y durante el gobierno de Ramón Barros Luco fue designado Ministro Plenipotenciario en Japón entre el 29 de enero de 1913 y el 17 de noviembre de 1915, fecha en que falleció. En este cargo contribuyó eficazmente al intercambio comercial, en especial de la exportación de salitre; y al establecimiento de empresas japonesas en Chile y la facilitación para un eventual proceso de inmigración. Falleció en el cargo en 1915.